# Michael de la Pole, 3. Earl of Suffolk
Michael de la Pole (* 1394; † 25. Oktober 1415 bei Agincourt) war ein englischer Adeliger und der älteste Sohn von Michael de la Pole, 2. Earl of Suffolk.

## Leben
Er kämpfte zusammen mit seinem Vater bei der Eroberung von Harfleur, wo dieser starb. Michael folgte ihm als Earl nach, führte seinen Titel nur eine kurze Zeit, da er mit nur 21 Jahren im selben Jahr in der Schlacht von Agincourt fiel. Neben Edward of Norwich, 2. Duke of York war er, und das war für eine Schlacht dieser Größe außergewöhnlich, der einzige Gefallene Engländer aus dem Hochadel. Sein Nachfolger als Earl wurde sein jüngerer Bruder William.

## Familie
De la Pole wurde im Alter von 9 Jahren (im November 1403) mit Elizabeth Mowbray, einer Tochter von Thomas Mowbray, 1. Duke of Norfolk, verheiratet, mit der er keine Söhne, aber drei Töchter hatte:
- Catherine de la Pole (* 1410), Nonne in Bruisyard
- Elizabeth de la Pole (* 1411)
- Isabel de la Pole (* 1415)